# Yanair

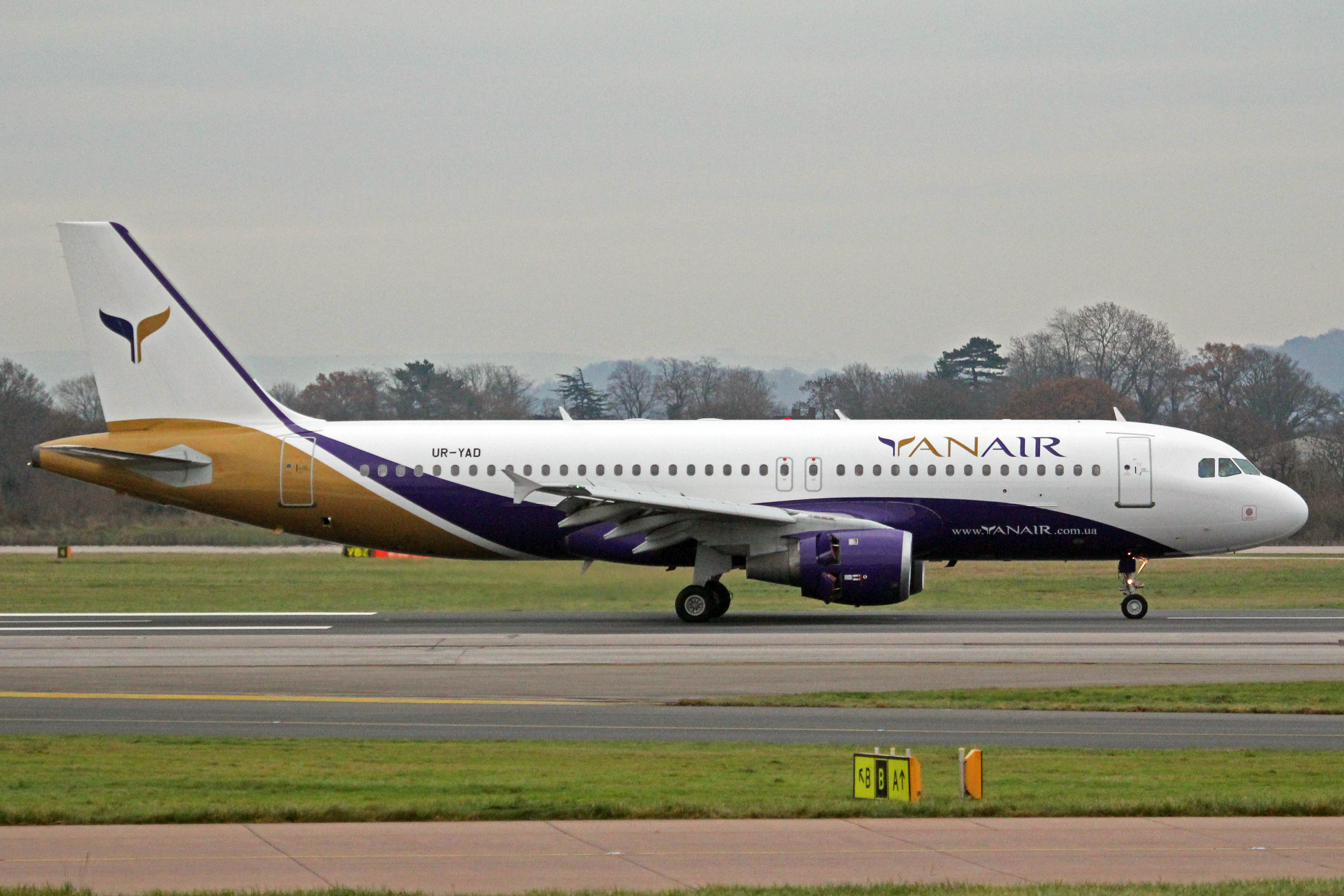
Airbus A320-200

YanAir — украинская авиакомпания, которая была основана в 2012 году. Первоначально осуществляла полеты по маршруту Киев — Черновцы, потом было открыто ещё несколько направлений. Авиакомпания зарегистрирована в г. Житомире. YanAir выполняет регулярные и чартерные рейсы. 
В августе 2016 года в работе YanAir нашли нарушения. Государственная авиационная служба Украины оштрафовала компанию  на 153 тысячи грн за непредоставление в полном объеме соответствующего обслуживания пассажирам при задержке и отмене рейсов.
7 июня 2019 года решением Государственной авиационной службы Украины сертификат эксплуатанта YanAir был временно приостановлен, из-за ряда критических замечаний в результате комплексной проверки.
18 июня 2019 года Государственная авиационная служба приняла решение восстановить сертификат авиакомпании YanAir. Такое решение регулятор принял после того, как компания «устранила критические замечания».

## Маршрутная сеть
По состоянию на май 2016 года авиакомпания выполняла следующие рейсы:
- Из Киева (Жуляны): Тбилиси, Батуми, Ларнака, Пафос, Тель-Авив, Барселона
- Из Киева (Борисполь): Тбилиси, Батуми
- Из Одессы: Тбилиси, Батуми, Ереван, Тель-Авив
- Из Львова: Батуми
- Из Харькова: Батуми.

15 июня 2018 года авиакомпания запустила прямые сезонные рейсы Житомир — Батуми.
20 июня 2018 года открылся прямой рейс Запорожье-Барселона.
По состоянию на июль 2021 г. компания совершала рейсы из Киева (Борисполь, Жуляны), Одессы и Харькова в Грузию (Батуми).

## Флот
- Boeing 737—300 — 1
- Boeing 737—400 — 2[5]